# Percopsidae
Famille
Les Percopsidae sont une famille de poissons de l'ordre des Percopsiformes comprenant un unique genre encore vivant, Percopsis, composé de deux espèces endémiques d'Amérique du Nord. Deux genres fossiles sont aussi connus (Amphiplaga et Libotonius).
Ce sont de petits poissons d'eau douce qui se nourrissent d'insectes et de petits crustacés.

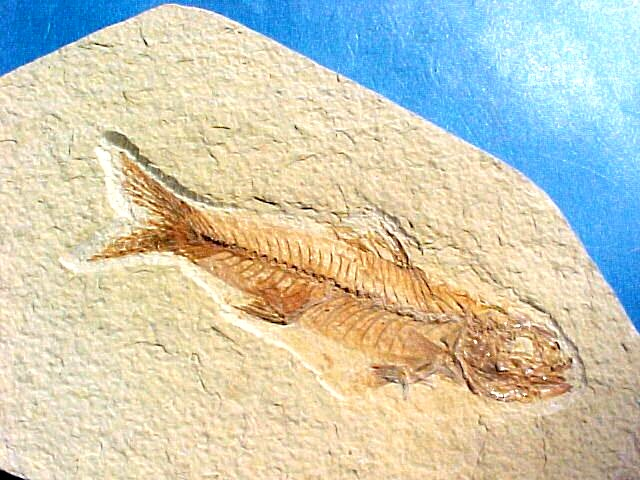
Amphiplaga brachyptera, une espèce fossile.